# Trabeculair netwerk
Het trabeculair netwerk ofwel trabeculum is een onderdeel van het oog. Het ligt in de hoek tussen de iris en het hoornvlies en zorgt ervoor dat het kamervocht weg kan vloeien.
Het netwerk functioneert als een soort van zeef, waardoor het vocht een weerstand ondervindt. Hierdoor wordt de oogdruk opgebouwd. Het kamervocht verlaat het trabeculum via het kanaal van Schlemm.